# Асеев, Владимир Михайлович
Влади́мир Миха́йлович Асе́ев (род. 19 июня 1951, Плотниково, Кемеровская область или Кемерово) — российский политический деятель, депутат Государственной Думы третьего, четвёртого и пятого созывов, член фракции «Единая Россия», первый заместитель председателя Комитета по Регламенту и организации работы Государственной Думы.

## Биография
Родился 19 июня 1951 года в деревне Плотниково Кемеровской области.

## Образование и трудовая деятельность
Окончил Новосибирский ИИЖТ по специальности «инженер-строитель» в 1974 году. Трудовую деятельность начал рабочим-станочником на азотно-туковом заводе в городе Кемерово (1966—1969).
С 1974 года по 1976 год был офицером СА, работал на строительстве БАМа. С 1976 по 1982 год — мастер, прораб, главный инженер участка, начальник участка в Строительно-монтажном управлении треста «Сибакадемстрой» (Белокуриха Алтайского края). В 1982-1983 — начальник участка, в 1983-1987 — главный инженер строительного управления в Лангепасе Тюменской области.

## Политическая деятельность
С 1987 по 1991 год был первым заместителем председателя, затем — председателем исполкома Лангепасского городского Совета народных депутатов. С 1991 по 1996 год — мэр Лангепаса. С 1996 по 2000 год — глава местного самоуправления муниципального образования город окружного значения Лангепас.
В 2000—2002 годах — первый заместитель председателя Правительства Ханты-Мансийского автономного округа, курировал строительство, развитие жилищно-коммунального хозяйства, дорожное строительство, транспорт, связь. Избирался депутатом Думы Ханты-Мансийского автономного округа (1993—1997), депутатом Тюменской областной Думы (1997—2001), был заместителем председателя областной Думы, председателем постоянной комиссии по бюджету, налогам и финансам.
24 марта 2002 года был избран депутатом Государственной Думы РФ третьего созыва на дополнительных выборах по Нижневартовскому одномандатному избирательному округу № 221, был членом фракции «Единство», членом Комитета по Регламенту и организации работы Государственной Думы.
7 декабря 2003 года был избран в Государственную Думу РФ четвёртого созыва от Нижневартовского избирательного округа № 221 Ханты-Мансийского автономного округа, был членом фракции «Единая Россия», первым заместителем председателя Комитета по Регламенту и организации работы Государственной Думы.
2 декабря 2007 года избран депутатом Государственной Думы РФ пятого созыва в составе федерального списка кандидатов, выдвинутого «Единой Россией». Ныне является заместителем руководителя Уральского межрегионального координационного совета «Единой России» (с 2007 года).

## Награды и звания
- почётный работник жилищно-коммунального хозяйства России
- медаль ордена «За заслуги перед Отечеством» I степени
- медаль ордена «За заслуги перед Отечеством» II степени

## Семья
Женат, имеет сына и дочь.